# Gerichtsamt Mügeln
Das Gerichtsamt Mügeln war in den Jahren zwischen 1856 und 1874 die unterste Verwaltungseinheit und von 1856 bis 1879 nach der Abschaffung der Patrimonialgesetzgebung im Königreich Sachsen Eingangsgericht. Es hatte seinen Amtssitz in der Stadt Mügeln.

## Geschichte
Nach dem Tod des Königs Friedrich August II. von Sachsen wurde unter dessen Nachfolger König Johann nach dem Vorbild anderer Staaten des Deutschen Bundes die Abschaffung der Patrimonialgesetzgebung verordnet. An die Stelle der bisher im Königreich Sachsen in Stadt und Land vorhandenen Gerichte der untersten Instanz traten die zentral gelegenen Bezirksgerichte und Gerichtsämter in nahezu allen größeren Städten. Die Details der Verwaltungsreform regelten das sächsische Gerichtsverfassungsgesetz vom 11. August 1855 und die Verordnung über die Bildung der Gerichtsbezirke vom 2. September 1856.
Stichtag für das Inkrafttreten der neuen Behördenstruktur im Königreich Sachsen war der 1. Oktober 1856. Das neu gebildete Gerichtsamt Mügeln unterstand dem Bezirksgericht Oschatz. Der Gerichtsbezirk war Teil der Amtshauptmannschaft Döbeln innerhalb der Kreisdirektion Leipzig. Aufgelöst wurden das Justizamt Mügeln und das Klosteramt Sornzig. Das Justizamt Mügeln hatte seit 1840 Schritt für Schritt die Gerichtsbarkeit des Domkapitels Meißen über Lüttnitz und Zschannewitz (1852), der Fleischerinnung Mügeln (1854), der Pfarrlehen Kiebitz über Kiebitz mit Pfarrsteina und Oschatz über Poppitz (1840 bzw. 1856) und die Patrimonialgerichtsbarkeit von 13 Rittergütern in der Umgebung Mügelns (1840–1856) übernommen.
Der Sprengel des Gerichtsamt Mügeln umfasste folgende Ortschaften:
- Mügeln mit den Schlosshäusern
- Altmügeln
- Auerschütz
- Baderitz mit Neubaderitz
- Baschkowitz
- Bennewitz
- Berntitz
- Crellenhain
- Däbritz
- Delmschütz
- Döhlen
- Gallschütz
- Gaschütz
- Gaudlitz
- Glossen
- Göldnitz
- Görlitz
- Graumnitz
- Grauschwitz
- Gröppendorf
- Großschlatitz
- Kemmlitz
- Kiebitz mit Pfarrsteina
- Kleinschlatitz
- Lichteneichen
- Lüttnitz
- Mabris
- Nebitzschen
- Neusorge
- Neusornzig
- Niedergoseln
- Niederlützschera
- Oberlützschera
- Obersteina
- Oetzsch
- Poppitz bei Mügeln
- Schlagwitz bei Mügeln
- Schlanzschwitz
- Schleben
- Schrebitz mit Kroppach
- Schwednitz
- Schweta mit Ockritz
- Selitz
- Sömnitz
- Sornzig
- Strocken
- Töllschütz
- Wetitz
- Wollsdorf
- Zävertitz
- Zaschwitz
- Zschannewitz bei Mügeln
- Beiersdorfer und Ockritzer wüste Mark

Durch die Auflösung des Gerichtsamtes Wermsdorf mit Wirkung vom 31. Dezember 1873 erweiterte sich der Mügelner Gerichtsbezirk um folgende Ortschaften:
- Wermsdorf
- Ablaß
- Großquerbitzsch
- Hubertusburg mit Schloss und Anstalt
- Kleinquerbitzsch
- Lüptitz
- Mahlis
- Mannewitz
- Niedergrauschwitz
- Obergrauschwitz
- Pommlitz bei Mügeln
- Reckwitz
- Remsa
- Wadewitz bei Mutzschen
- Wiederoda
- Zschannewitz bei Mutzschen
- Wermsdorfer und Luppaer Forstrevier

Nach der Neustrukturierung der Gerichtsorganisation gemäß dem Gesetz über die Organisation der Behörden für die innere Verwaltung vom 21. April 1873 gingen die Verwaltungsbefugnisse der Gerichtsämter zum 15. Oktober 1874 auf die umgestalteten bzw. neu gebildeten Amtshauptmannschaften über. Seitdem das bisherige königliche Gericht als königliches Gerichtsamt bezeichnet wurde, führte sein Vorstand den Titel Gerichtshauptmann.
Die Verwaltungsaufgaben des Gerichtsamts Mügeln wurden im Zuge der Neustrukturierung der sächsischen Gerichtsorganisation gemäß dem Gesetz über die Organisation der Behörden für die innere Verwaltung vom 21. April 1873 mit Wirkung vom 15. Oktober 1874 in die neugeschaffene Amtshauptmannschaft Borna innerhalb der Kreishauptmannschaft Leipzig mit Sitz in der Stadt Borna integriert. Das Gerichtsamt war damit nur noch Gericht, die Trennung der Rechtsprechung von der Verwaltung umgesetzt.
Das Gerichtsamt Mügeln wurde 1879 auf Grund des Gesetzes über die Bestimmungen zur Ausführung des Gerichtsverfassungsgesetzes im Deutschen Reich vom 27. Januar 1877 und des Gesetzes über die Zuständigkeit der Gerichte in Sachen der nichtstreitigen Gerichtsbarkeit vom 1. März 1879 durch das neu gegründete Amtsgericht Mügeln abgelöst.

## Schriftliche Überlieferung
Die Archivalien des Gerichtsamts Mügeln werden als Bestand 0101 Gerichtsamt Mügeln heute im Sächsischen Staatsarchiv – Staatsarchiv Leipzig verwaltet.

## Gerichtsgebäude

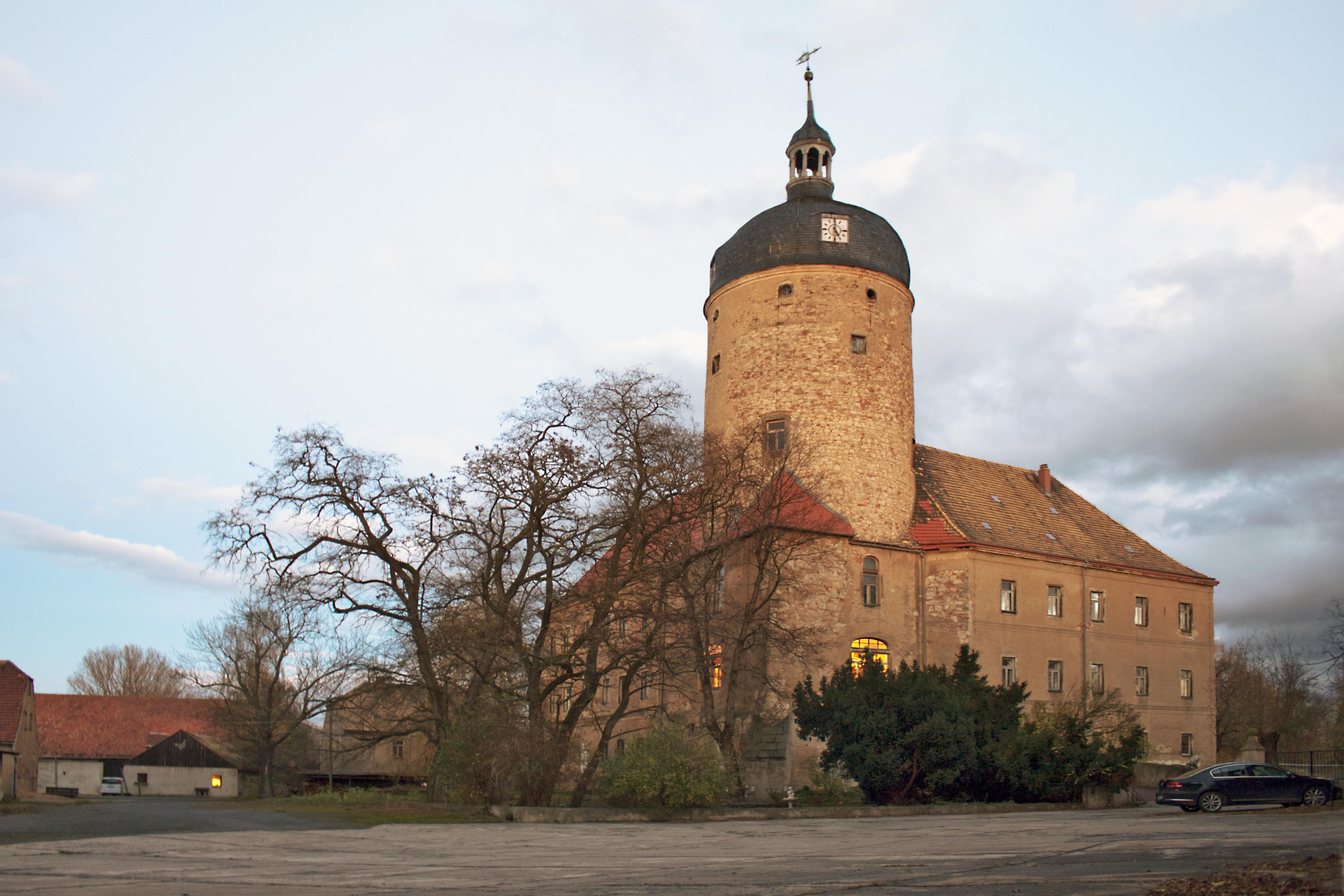
Schloss Ruhethal

Als Gerichtsgebäude wurde das Schloss Ruhethal genutzt. Dieses wurde vorher vom Justizamt Mügeln und danach vom Amtsgericht Mügeln genutzt. Es steht unter Denkmalschutz.

## Richter
Die Leiter des Gerichtsamts trugen den Titel Gerichtsamtmann. Dies waren:
- 1856–1861: Ferdinand Knörich (vorher Amtmann beim Justizamt Mügeln)
- 1861–1867: Karl Friedrich Adolph Wieland (vorher Gerichtsamtmann beim Gerichtsamt Schwarzenberg)
- 1867–1876: Heinrich Wilhelm Buchner (vorher Gerichtsamtmann beim Gerichtsamt Schönfeld)
- 1877–1879: Karl Heinrich Oskar Klien (vorher Gerichtsamtmann beim Gerichtsamt Lengenfeld)

## Weblink
- Eintrag zum Gerichtsamt Mügeln im Digitalen historischen Ortsverzeichnis von Sachsen